# Typotheria
Typotheria – podrząd wymarłych ssaków kopytnych należących do notoungulatów. Zamieszkiwały Amerykę Południową od późnego paleocen do środkowego plejstocenu.
W 1993 Citelli uznał je za jednostkę parafiletyczną (zbiór organizmów nieobejmujący wszystkich potomków wspólnego przodka), jeśli nie włączy się do nich grupy Hegetotheria uznawanej za osobny podrząd.

## Rodziny
- †Archaeopithecidae
- †Oldfieldthomasiidae
- †Interatheriidae
- †Campanorcidae
- †Mesotheriidae